# Ristigouche-Sud-Est
Ristigouche-Sud-Est, nommée Ristigouche-Partie-Sud-Est avant 2024, est une municipalité située en Avignon, en Gaspésie–Îles-de-la-Madeleine, au Québec (Canada).

## Histoire
Issue d'un détachement de Saint-André-de-Restigouche, la municipalité de canton est érigée en 1907 sous le nom de Ristigouche-Partie-Sud-Est. Le 9 mars 2024, elle change de nom et de statut pour celui de municipalité de Ristigouche-Sud-Est.

## Géographie
Son territoire comprend les hameaux de Broadlands et Sillarsville. La Rivière Kempt Est conflue avec la Rivière Kempt à limite nord-est de la municipalité et la confluence de la Rivière Kempt Ouest se situe au centre.

## Démographie
| 1996 | 2001 | 2006 | 2011 | 2016 | 2021 |
| ---- | ---- | ---- | ---- | ---- | ---- |
| 155  | 165  | 173  | 167  | 171  | 170  |

## Administration
Les élections municipales se font en bloc pour le maire et les six conseillers.
| Ristigouche-Partie-Sud-Est Maires depuis 2001                                                                        |                  |            |          |
| Élection | Maire            | Qualité    | Résultat |
| 2001 | Wayne Nicol      |            | Voir     |
| 2005 | Wayne Nicol      | Voir       |          |
| 2005 | Annette Sénéchal |            | Voir     |
| 2009 | Annette Sénéchal | Voir       |          |
| 2013 | François Boulay  |            | Voir     |
| 2017 | François Boulay  | Voir       |          |
| oct. 2019 | David Ferguson   | Conseiller | Voir     |
| 2021 | David Ferguson   | Conseiller | Voir     |
| Élection partielle en italique Depuis 2005, les élections sont simultanées dans toutes les municipalités québécoises |                  |            |          |

## Personnalités
- Richard Adams, guide de pêche au saumon sur la rivière Matapédia né à Ristigouche-Partie-Sud-Est en 1910